# Lojsta kyrka
Lojsta kyrka är en kyrkobyggnad i Visby stift. Den är församlingskyrka i Lojsta församling. Sydväst om kyrkan ligger Lojsta prästänge.

## Kyrkobyggnaden
Den första kyrkan i Lojsta har troligen varit en mycket enkel träbyggnad. Några bjälkar från denna kyrka finns inmurade i långhusets västra mur. Det är troligt att träkyrkan användes medan byggandet av den nya kyrkan av grå kalksten pågick. Kyrkans romanska kor och långhus tycks ha uppförts i ett sammanhang under mitten av 1200-talet. En mindre tornbyggnad ersattes av det nuvarande kraftiga och höga galleritornet under 1300-talet. Även kyrkans inre genomgick troligen förändringar samtidigt med tornbygget. Den smala triumfbågen vidgades och gjordes spetsbågig. Muren ovanför bågen fick under 1300-talets mitt fick en rik målningssvit av Egypticus eller någon ur hans verkstad. I mitten tronar Kristus som världsdomare flankerad av Petrus och Paulus samt två scener på vardera sida föreställande drakdödare. Den ena bilden föreställer Sankta Margareta stående på ett drakhuvud, den andra visar Sankt Göran, beredd med sköld och svärd att förgöra ondskan i drakgestalt. Kyrkorummets norra vägg pryds av Passionsmästarens verk från 1400-talet ur Kristi lidandes historia. I korfönstren finns väl bevarade medeltida glasmålningar från 1200-talet. De omfattar tio scener ur Jesu liv i senromansk typ.

## Interiör
- Dopfunt, ett svårt vittrat kalkstensarbete från 1100-talet.
- Triumfkrucifix, sannolikt ett inhemskt arbete från 1200-talet.
- Medeltida altare av kalksten med fem invigningskors.
- Retabel av trä från 1300-talet, rikt skulpterat med sju spetsiga gavlar. I mitten tronar Kristus omgiven på båda sidor av apostlar.
- Predikstol utförd under 1600-talets slut och målad 1749.
- Korbänk från 1600-talet med akantusmålningar.
- Bänkinredningen från 1700-talet utgörs av två slutna bänkkvarter.

## Orgel
- På biskop Gezelius von Schéeles uppmaning vid en visitation 1896 inköptes en orgel av Gävle Orgel och pianofabrik.
- Denna ersattes 1924 av ett orgelverk från  Hammarbergs Orgelbyggeri AB. Fasaden utformades av arkitekt Anders Roland. Orgeln hade sju stämmor fördelad på två manualer och pedal.
- 1990 byggde J. Künkels Orgelverkstad en mekanisk orgel med fasaden bibehållen från den tidigare orgeln.

| Manual        | Pedal       | Koppel  |
| Rörflöjt 8’   | Subbas 16'  | Man/Ped |
| Salicional 8’ | Oktavbas 8' |         |
| Principal 4’  | Koralbas 4' |         |
| Flöjt 4'      |             |         |
| Svegel 2'     |             |         |
| Nasat 1 1⁄3'  |             |         |

## Bildgalleri

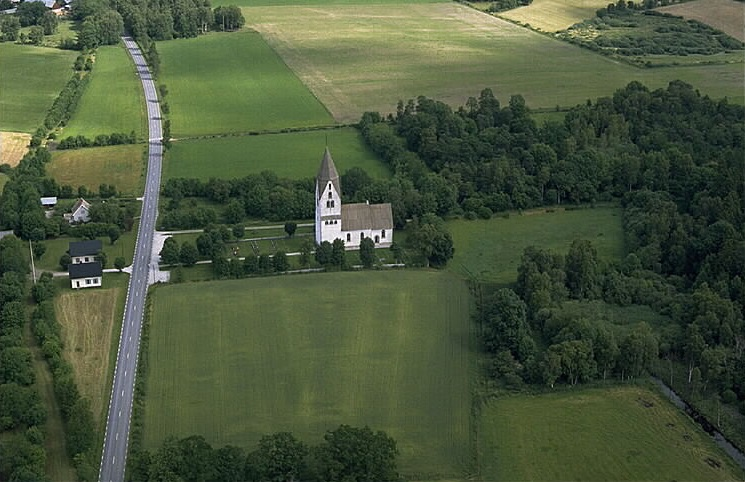
Kyrkan i landskapet
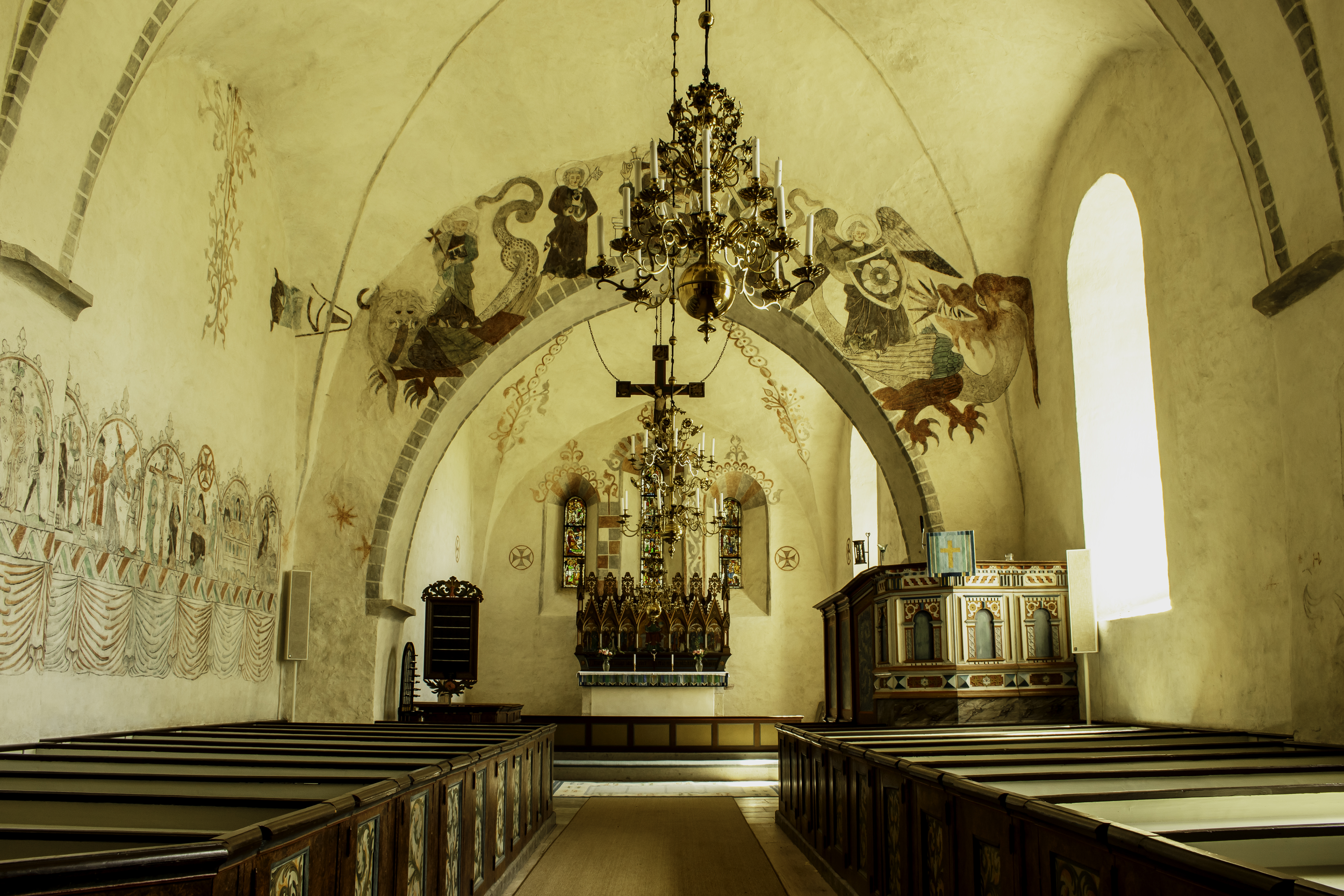
Interiör
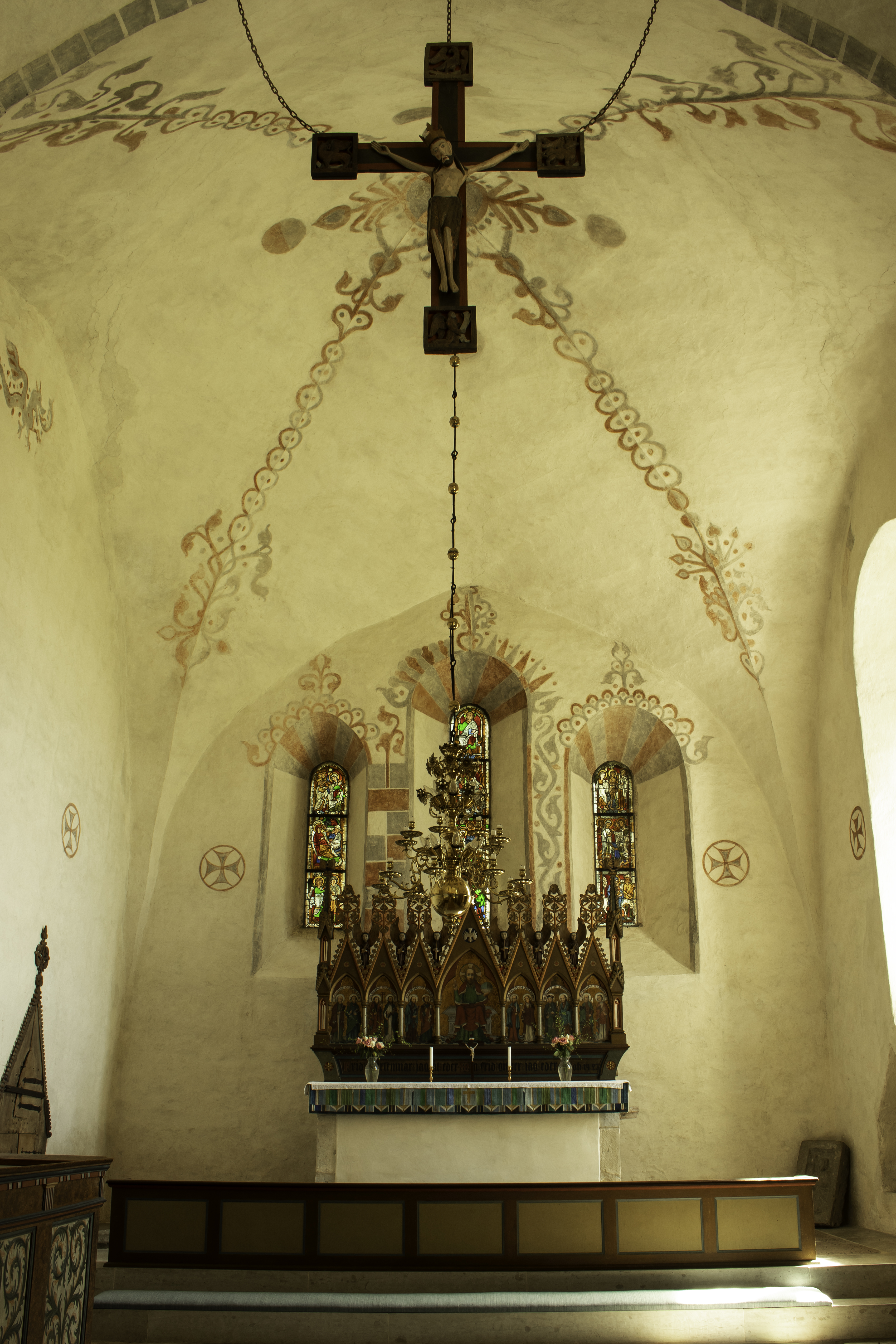
Koret
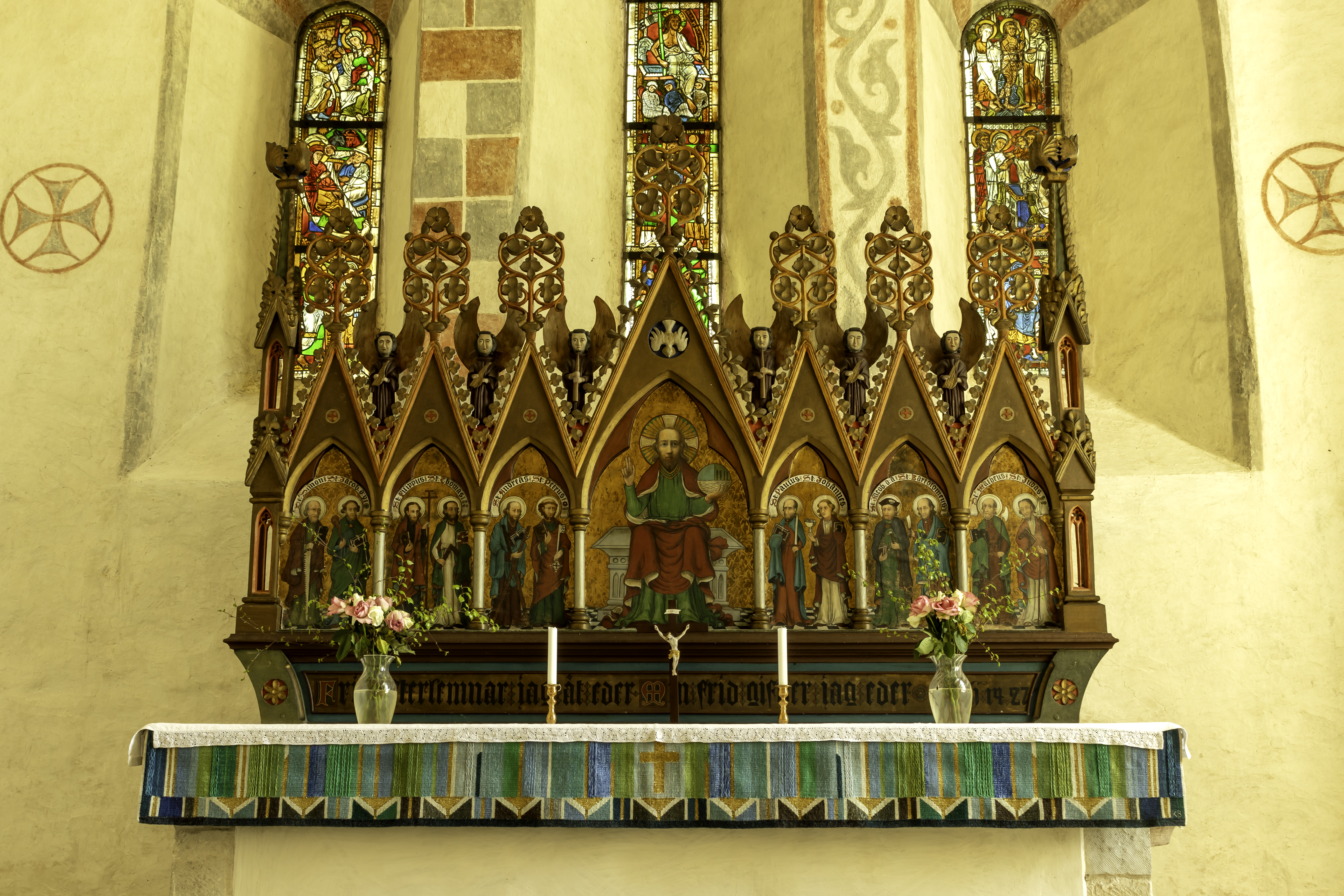
Retabel
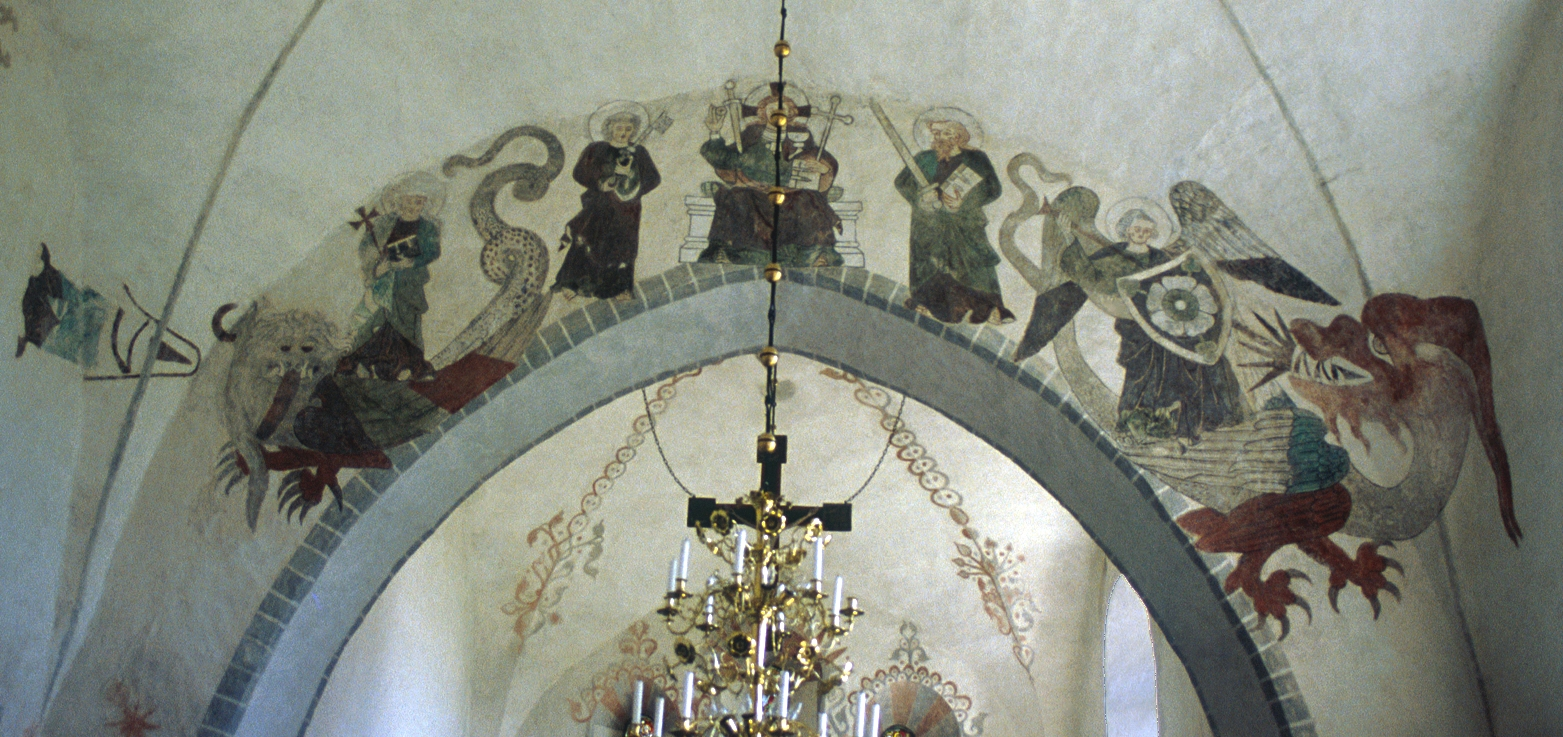
Målning i triumfbågen
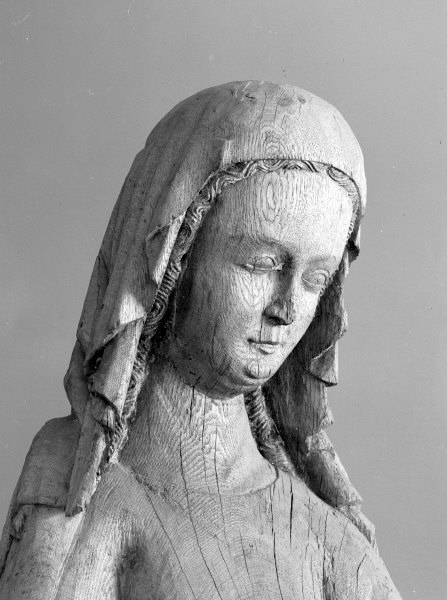
Madonna 1300-talet
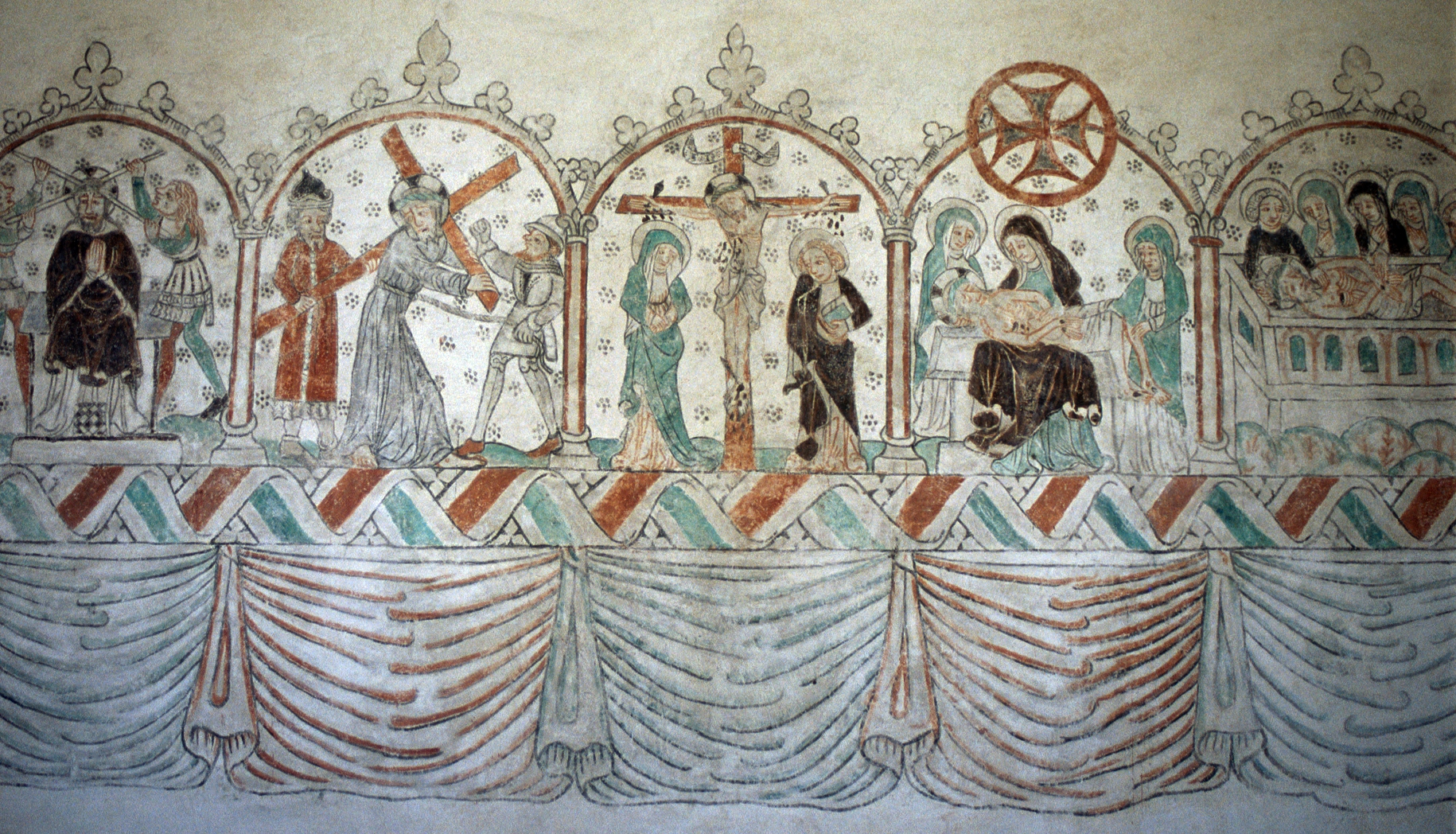
Passionsfris
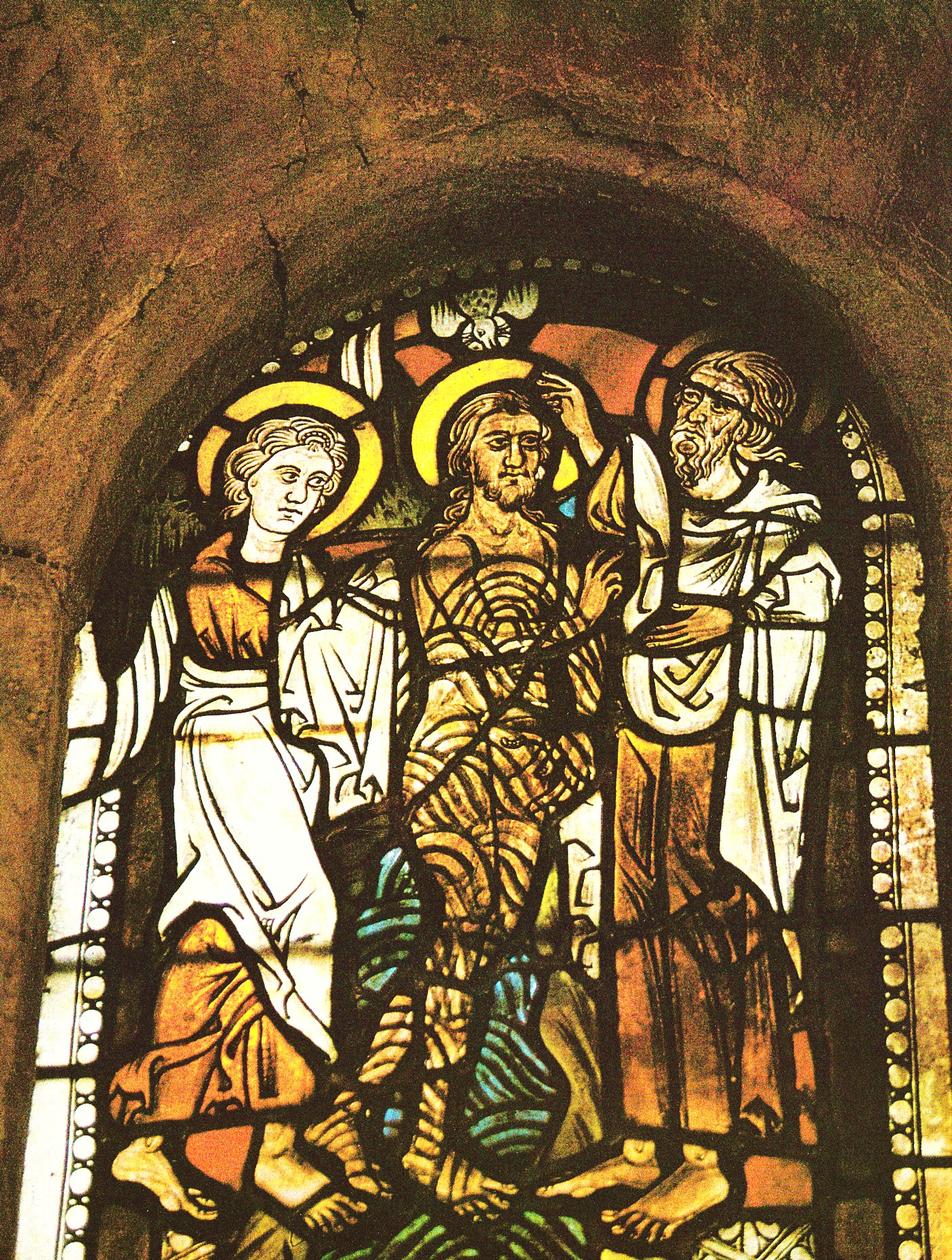
Jesu dop. Fönstermålning 1200-talet
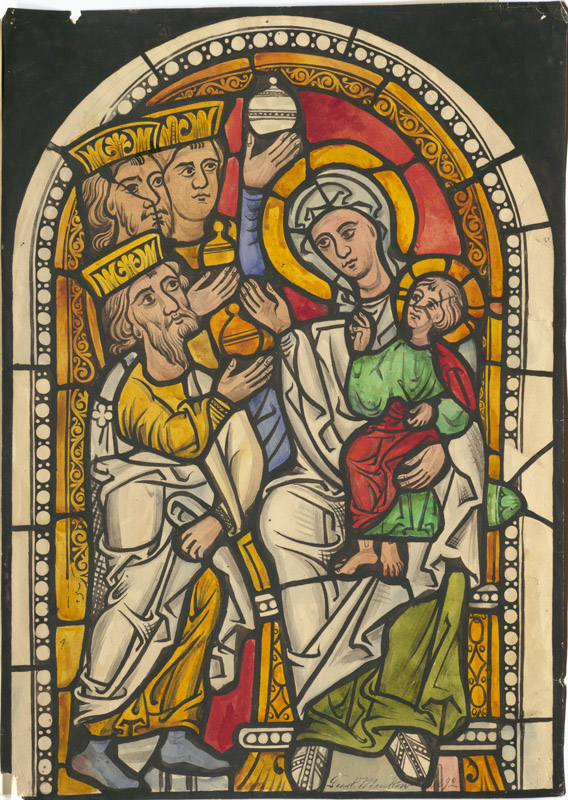
Akvarell ur korfönster
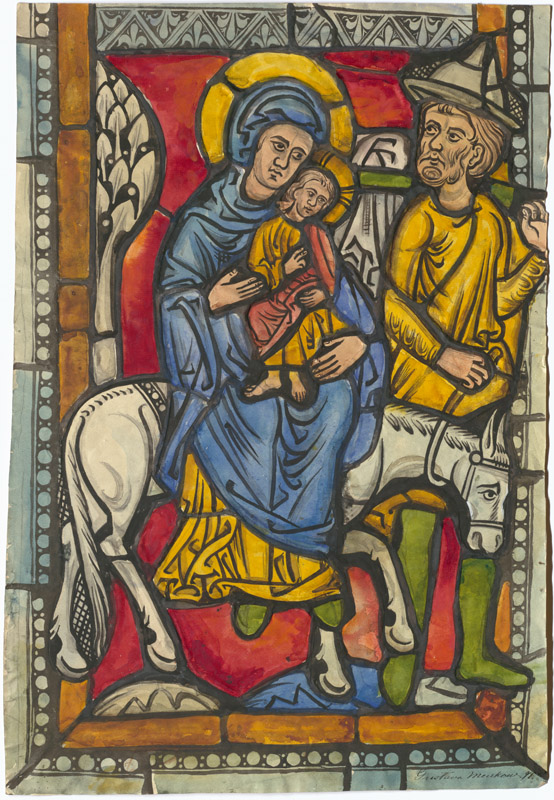
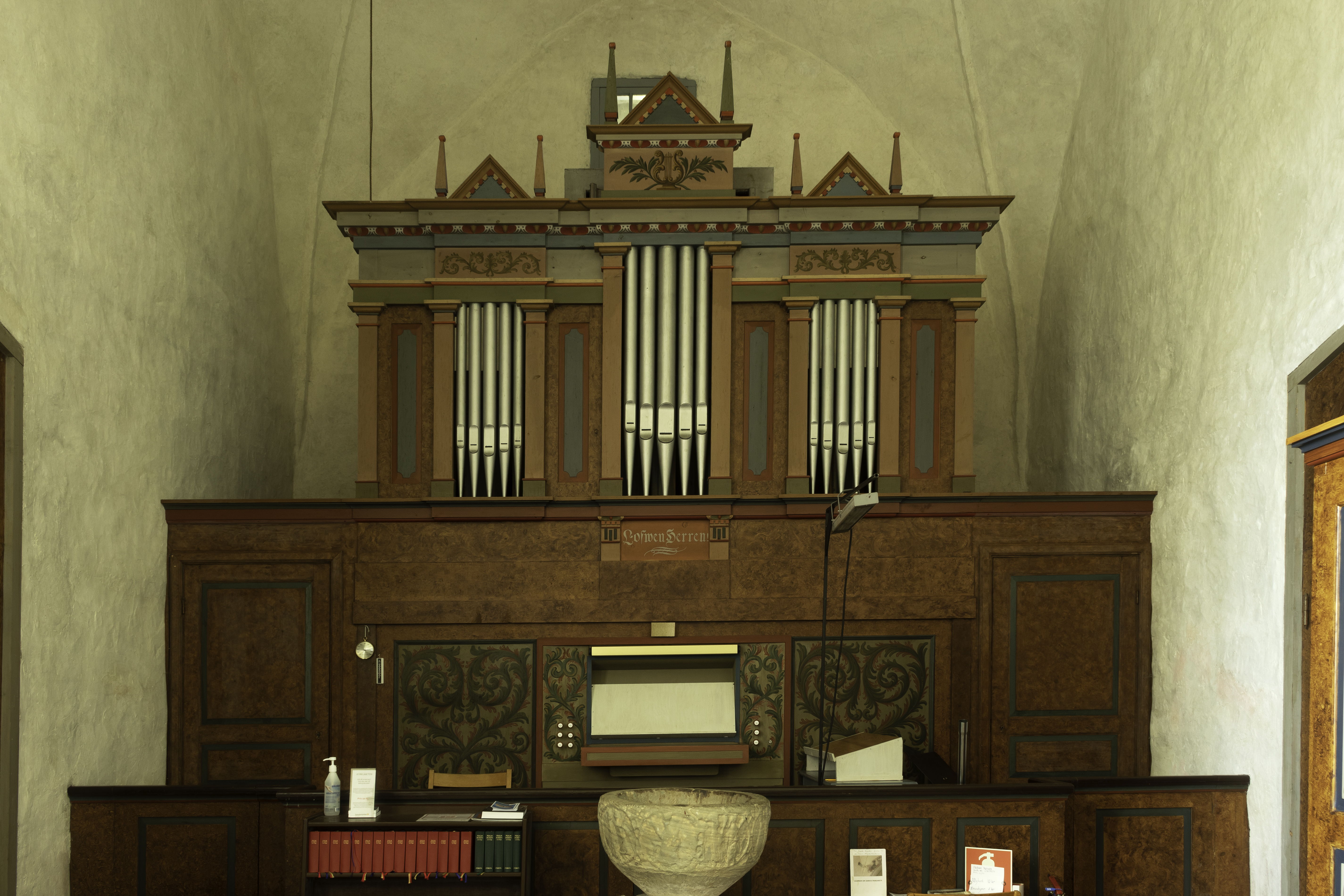
Orgel